# Genius of Love
Genius of Love è un singolo del gruppo musicale statunitense Tom Tom Club, pubblicato il 6 settembre 1981 come secondo estratto dal primo album in studio eponimo. 

## Descrizione
Originariamente il singolo, assieme all'album di provenienza, non furono pubblicati in territorio nordamericano, quindi furono importate 100 000 copie dalla Island Records del Regno Unito, in accordo con la Sire che in seguito li distribuì negli Stati Uniti nel tardo 1981.
La melodia è stato descritta come «un suono allegro», caratterizzata da «una sincope accattivante». Il testo è cantato da Tina Weymouth e parla della cantante stessa che è in prigione, dove racconta alle sue compagne di cella del suo ragazzo, descritto come il «genio dell'amore». Sono presenti riferimenti a diversi cantanti e musicisti di spicco, tra cui George Clinton, Bootsy Collins, Smokey Robinson, Bob Marley, Sly and Robbie e James Brown.

## Video musicale
Il videoclip animato del brano è stato prodotto da Rocky Morton e Annabel Jankel, basandosi sull'opera di James Rizzi presente nella copertina dell'album Tom Tom Club.

## Tracce
Testi e musiche di Adrian Belew, Chris Frantz, Steven Stanley e Tina Weymouth.
1. Genius of Love – 3:36
2. Lorelei (Instrumental) – 5:02

## Altri utilizzi
Nel corso degli anni la canzone è stata oggetto di numerosi campionamenti e interpolazioni, prevalentemente in tracce hip-hop e R&B: tra queste figurano It's Nasty dei Grandmaster Flash and the Furious Five (1982), Bop Gun (One Nation) di Ice Cube (1994), Fantasy di Mariah Carey (1995), Return of the Mack di Mark Morrison (1996) e Big Energy di Latto (2021).

## Successo commerciale
Genius of Love, assieme a Wordy Rappinghood, rappresenta il maggior successo commerciale dei Tom Tom Club: negli Stati Uniti è diventata popolare nei club e nelle discoteche, raggiungendo a gennaio 1982 la vetta della Billboard Disco Top 80 e in seguito la 31ª posizione della Billboard Hot 100, segnando l'unica entrata del gruppo nella prestigiosa classifica.
Anche in Europa il singolo ha ottenuto un buon successo nelle discoteche, facendo tuttavia apparizioni solamente nelle classifiche del Regno Unito e delle Fiandre in Belgio. In Nuova Zelanda è diventata la prima top fourty dei Tom Tom Club, raggiungendo la 28ª posizione.

## Classifiche
| Classifica (2020) | Posizione massima |
| ----------------- | ----------------- |
| Belgio (Fiandre)  | 26                |
| Nuova Zelanda     | 28                |
| Regno Unito       | 65                |
| Stati Uniti       | 31                |